# Valentin Frank von Frankenstein
Valentin Frank von Frankenstein˙(Nagyszeben, 1643. október 20. – Nagyszeben, 1697. szeptember 27.) a szászok grófja és nagyszebeni királybíró.

## Élete
Valentin Frank fia. Szülővárosában és az altdorfi egyetemen tanult. Visszatérte után több hivatalt viselt Nagyszebenben: 1628-ban kerületi jegyző lett és Johann Haupt királybírónak  a halála (1686. február 14.) után ennek tisztét nyerte el. I. Apafi Mihály fejedelem megerősítette mint a szász nemzet grófját és 1687. március 11-én fejedelmi titkos tanácsossá nevezte ki. Gróf Bánffy György kormányzása alatt a katolikusok, reformátusok, lutheranusok és unitáriusok közül három-három főt választottak a kormánytanácsba; ezek egyike volt Frank is. I. Lipót király egyúttal megerősítette őt hivatalában és Frankenstein előnévvel a nemesek közé emelte.
Az erdélyi szász kulturális élet mecénása volt, színházat alapított és támogatta az oktatásügyet.

## Művei
- (Mathias Milesszel közösen): Hundert sinnreiche Grabschriften etlicher tugend- und lastgerhaften Gemüther, zu Liebe und stets grünenden Ehren des unsterblichen Dichtergeistes (Száz elmés sírfelirat egynéhány erényes és bűntudatos lélektől),  Hermannstadt, 1677.
- Hecatombe Sententiarum Ovidianarum, germanice imitatarum, d. i. Nachahmung auserlesener Sprüche des berühmten Poeten Ovidii Nasonis. Hermannstadt, 1679. (Fordítás Ovidius műveiből, német, magyar, román és erdélyi szász nyelvre.)
- Favor Avonius quodam erga D. Valentinum Franck Juniorem, Patricium Cibiniensem, declaratus a nonnullis fautoribus et amicis, nunc vero in eorundem Authorum gratiam et honorem lege talionis vulgatus. Hermannstadt, 1679. (Az 1692-ben Bécsben megjelent Rosetum Franckianum ennek bővített kiadása.)
- Breviculus Originum Nationum et praecipue Saxonicae in Transsilvania, cum nonnullis aliis observationibus ad ejusdem jura spectantibus, e ruderibus Privilegiorum et Historicorum desumtus. Hermannstadt, 1696. (További kiadásai: Kolozsvár, 1697., Helmstädt, 1696, Fabricius János által, Danzig, 1701. Leibniz előnyösen nyilatkozik ezen műről: Otium Hanoverianum 84-89. l. Németűl Friderici adta ki.)
- Breviculus Pyrotechnicus memoriae artificium in ea re commendatus. Cibinii, 1697.

Kéziratban: Jus Publicum Transsilvaniae, Scherzeri Definitiones theologicae Cibinii. (In usum praelectionum scholasticarum), Decas Quaestionum philosophicarum illustrium. Cibinii 1676., Liber niger Frankianus.